# Belfast Knights
I Belfast Knights sono una squadra di football americano, di Belfast, in Irlanda del Nord; giocano il campionato irlandese.

## Storia
Sono stati fondati nel 1993 come Carrickfergus Knights, per diventare nel 2017 i Belfast Knights. Hanno vinto 3 Shamrock Bowl.

## Dettaglio stagioni

### Amichevoli
| Stagione | Vin | Par | Per | Tot | PF | PS | avversaria |
| -------- | --- | --- | --- | --- | -- | -- | ---------- |
| 2002     | 0   | 0   | 1   | 1   | 6  | 34 | Canada     |
| Totale   | 0   | 0   | 1   | 1   | 6  | 34 |            |

Fonte: americanfootballitalia.com

### Tornei

#### Tornei nazionali

##### Campionato

###### IAFL/Shamrock Bowl Conference/AFI Premier Division
| Stagione | regular season | regular season | regular season | regular season | regular season | regular season | playoff | playoff | playoff | playoff | playoff | playoff       | playoff         |
|          | Vin            | Par            | Per            | Tot            | PF             | PS             | Vin     | Per     | Tot     | PF      | PS      | risultato     | avversaria      |
| -------- | -------------- | -------------- | -------------- | -------------- | -------------- | -------------- | ------- | ------- | ------- | ------- | ------- | ------------- | --------------- |
| 2005     | 5              | 1              | 2              | 8              | 291            | 114            | 0       | 1       | 1       | 20      | 26      | Semifinale    | Dublin Rebels   |
| 2007     | 3              | 1              | 4              | 8              | 82             | 96             | -       | -       | -       | -       | -       | -             | -               |
| 2008     | 3              | 0              | 5              | 8              | 156            | 193            | -       | -       | -       | -       | -       | -             | -               |
| 2009     | 6              | 0              | 2              | 8              | 171            | 113            | 0       | 1       | 1       | 0       | 20      | Semifinale    | UL Vikings      |
| 2010     | 6              | 0              | 2              | 8              | 193            | 82             | 0       | 1       | 1       | 0       | 20      | Semifinale    | UL Vikings      |
| 2011     | 6              | 0              | 2              | 8              | 176            | 94             | 0       | 1       | 1       | 6       | 22      | Semifinale    | Dublin Rebels   |
| 2012     | 2              | 0              | 6              | 8              | 122            | 204            | 1       | 1       | 2       | 13      | 65      | Semifinale    | UL Vikings      |
| 2013     | 3              | 1              | 4              | 8              | 73             | 131            | 0       | 1       | 1       | 6       | 14      | Wild Card     | Dublin Rebels   |
| 2014     | 3              | 0              | 5              | 8              | 123            | 173            | 0       | 1       | 1       | 0       | 24      | Wild Card     | Dublin Rebels   |
| 2015     | 2              | 0              | 6              | 8              | 127            | 181            | -       | -       | -       | -       | -       | -             | -               |
| 2016     | 5              | 0              | 3              | 8              | 138            | 132            | 0       | 1       | 1       | 16      | 31      | Wild Card     | Belfast Trojans |
| 2017     | 5              | 0              | 3              | 8              | 151            | 93             | 1       | 1       | 2       | 27      | 32      | Shamrock Bowl | Dublin Rebels   |
| 2018     | 5              | 0              | 3              | 8              | 216            | 99             | 0       | 1       | 1       | 13      | 59      | Wild Card     | Belfast Trojans |
| 2019     | 1              | 1              | 6              | 8              | 101            | 177            | -       | -       | -       | -       | -       | -             | -               |
| 2022     | 1              | 0              | 7              | 8              | 143            | 254            | -       | -       | -       | -       | -       | -             | -               |
| Totale   | 56             | 4              | 60             | 120            | 2263           | 2136           | 2       | 10      | 12      | 101     | 313     |               |                 |

Fonti: Enciclopedia del Football - A cura di Massimo Mezzetti

##### IAFA DV8 Development League
| Stagione | regular season | regular season | regular season | regular season | regular season | regular season | playoff | playoff | playoff | playoff | playoff | playoff   | playoff    |
|          | Vin            | Par            | Per            | Tot            | PF             | PS             | Vin     | Per     | Tot     | PF      | PS      | risultato | avversaria |
| -------- | -------------- | -------------- | -------------- | -------------- | -------------- | -------------- | ------- | ------- | ------- | ------- | ------- | --------- | ---------- |
| 2010     | 2              | 0              | 0              | 2              | 40             | 0              | -       | -       | -       | -       | -       | -         | -          |
| 2011     | 2              | 0              | 0              | 2              | 43             | 6              | -       | -       | -       | -       | -       | -         | -          |
| 2012     | 2              | 0              | 1              | 3              | 48             | 61             | -       | -       | -       | -       | -       | -         | -          |
| Totale   | 6              | 0              | 1              | 7              | 131            | 72             | -       | -       | -       | -       | -       |           |            |

Fonti: Enciclopedia del Football - A cura di Massimo Mezzetti

### Riepilogo fasi finali disputate
| Anno           | Luogo         | Evento                   | Fase del torneo | Incontro                                | Risultato |
| 14 agosto 2005 |               | IAFL                     | Semifinale      | Dublin Rebels - Carrickfergus Knights   | 26 - 20   |
| 26 luglio 2009 |               | IAFL                     | Semifinale      | UL Vikings - Carrickfergus Knights      | 20 - 0    |
| 25 luglio 2010 | Limerick      | IAFL                     | Semifinale      | UL Vikings - Carrickfergus Knights      | 20 - 0    |
| 17 luglio 2011 | Carrickfergus | IAFL                     | Semifinale      | Carrickfergus Knights - Dublin Rebels   | 6 - 12    |
| 1º luglio 2012 | Limerick      | IAFL                     | Semifinale      | UL Vikings - Carrickfergus Knights      | 63 - 3    |
| 23 giugno 2013 | Dublino       | Shamrock Bowl Conference | Wild Card       | Dublin Rebels - Carrickfergus Knights   | 14 - 6    |
| 20 luglio 2014 |               | Shamrock Bowl Conference | Wild Card       | Dublin Rebels - Carrickfergus Knights   | 24 - 0    |
| 17 luglio 2016 | Belfast       | Shamrock Bowl Conference | Wild Card       | Belfast Trojans - Carrickfergus Knights | 31 - 16   |
| 13 agosto 2017 | Tallaght      | Shamrock Bowl Conference | Shamrock Bowl   | Dublin Rebels - Carrickfergus Knights   | 12 - 6    |
| 22 luglio 2018 | Belfast       | Shamrock Bowl Conference | Wild Card       | Belfast Trojans - Belfast Knights       | 59 - 13   |

## Palmarès
- 3 Shamrock Bowl (1997, 1998, 2002)